# Казённый дом (фильм, 1930)
«Казённый дом» (англ. The Big House; другой вариант перевода — «Большой дом») — чёрно-белый художественный фильм, драматический триллер режиссёра Джорджа У. Хилла, вышедший в 1930 году. В главных ролях задействованы Роберт Монтгомери, Честер Моррис и Уоллес Бири.
Фильм номинировался на четыре статуэтки премии «Оскар» в категориях «Лучший фильм», «Лучшая мужская роль» (Уоллес Бири), «Лучший адаптированный сценарий» (Фрэнсис Марион; победа) и «Лучший звук» (Дуглас Ширер; победа).

## Сюжет
Молодой, но глупый красавец Кент (Роберт Монтгомери) садится за руль автомобиля в нетрезвом виде и убивает человека. Судебный приговор — 10 лет лишения свободы. Он помещается в перенаселённую тюрьму, которая была создана для 1800 человек, когда срок в ней отбывают 3000 заключённых. Кента бросают в камеру к местным авторитетам — Моргану (Честер Моррис) и Бутчу (Уоллес Бири), которые уговаривают его устроить «побег века»…

## В ролях
| Актёр             | Роль                             |
| ----------------- | -------------------------------- |
| Роберт Монтгомери | Кент Марлоу                      |
| Честер Моррис     | Морган                           |
| Уоллес Бири       | Бутч Шмидт                       |
| Льюис Стоун       | начальник тюрьмы Джек Фаррелл    |
| Лейла Хайамс      | Энн                              |
| Джордж Ф. Марион  | Поп                              |
| Дж. С. Наджент    | мистер Марлоу                    |
| Карл Дэйн         | Олсен                            |
| Мэттью Бетц       | Гофер                            |
| Клэр МакДауэлл    | миссис Марлоу                    |
| Анджело Росситто  | заключённый (в титрах не указан) |
| Михаил Вавич      | заключённый (в титрах не указан) |

## Создание
На роль Бутча вначале рассматривался Лон Чейни, успевший даже сняться в нескольких сценах. Внезапная смерть актёра разрушила все планы съёмочной группы и роль Бутча отошла к Уоллесу Бири. Роль Бири была спародирована Лесли Нильсеном в фильме «Голый пистолет 33⅓: Последний выпад».